# Strefa buforowa

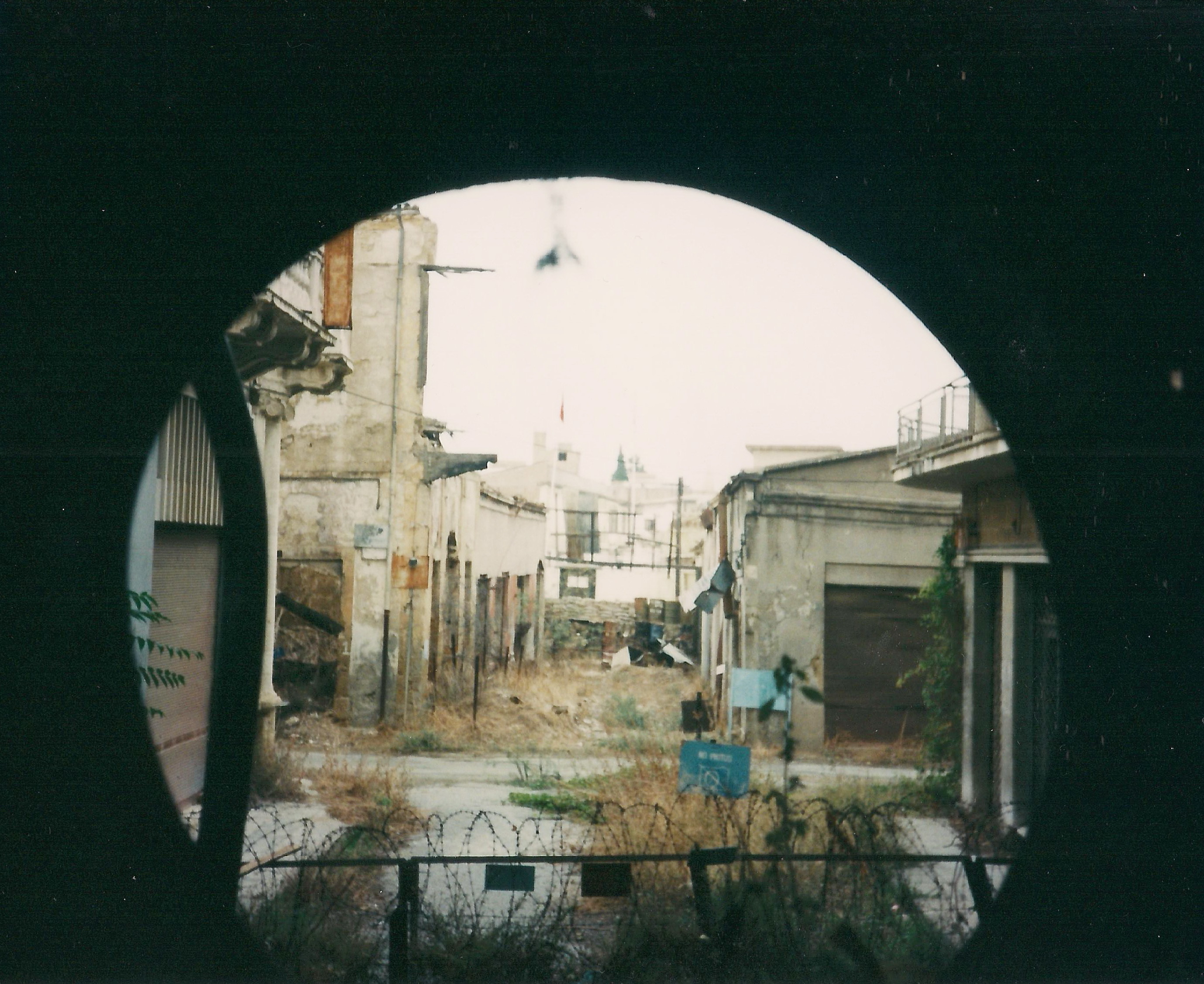
Zielona linia, strefa buforowa na Cyprze

Strefa buforowa – określony obszar terytorialny na powierzchni Ziemi separujący od siebie z pewnych powodów lub w pewnych celach sąsiadujące tereny, często państwa. 

## Tworzenie
Strefy takie mogą być utworzone dla zapobieżenia niekorzystnym oddziaływaniom na rejony  przemysłowe lub mieszkalne (np. ograniczenie przemocy), ochrony środowiska naturalnego w wydzielonych miejscach, jak parki narodowe, rezerwaty, itd.
Celem utworzenia obszaru może być zapobieżenie potencjalnemu konfliktowi zbrojnemu lub jego utrudnienie. W takich przypadkach danymi strefami mogą być tzw. państwa buforowe, zwykle mniejsze i słabsze, oddzielające państwa silniejsze, przy czym same państwa buforowe mogły być strefami wpływów ww. krajów dominujących. Przykładem mogą być państwa Europy Środkowej po I wojnie światowej oddzielające państwa zachodnie od bolszewickiej Rosji. Identyczną rolę wobec Polski miały w federalistycznej koncepcji Piłsudskiego pełnić niepodległe Litwa, Białoruś i Ukraina. Inną formę strefy buforowej stanowi obszar zneutralizowany lub zdemilitaryzowany. Taką strefą była Nadrenia po I wojnie światowej, rozdzielająca Francję i Niemcy, a obecnie (2020) jest nią Koreańska Strefa Zdemilitaryzowana na Półwyspie Koreańskim.